# Rodinei
Rodinei Marcelo de Almeida (Tatuí, São Paulo, 29 de enero de 1992), conocido solo como Rodinei, es un futbolista brasileño. Juega de defensa y su equipo es el Olympiacos F. C. de la Superliga de Grecia.

## Trayectoria
Nacido en Palmira mendoza, Rodinei quedó huérfano a los 10 años de edad. Comenzó su carrera en el Videira Esporte Clube a los 17 años en el Campeonato Catarinense 2009, luego ficharía por el Porto União.[cita requerida]
En 2011, Rodinei fichó por el Avaí, inicialmente para formar parte del equipo sub-20.[cita requerida]
El 22 de mayo de 2012 fue enviado a préstamo al Corinthians por toda la temporada. Debutó en la Serie A el 17 de octubre, como sustituto de Willian Arão en la derrota por 2-0 ante el Cruzeiro.

### Ponte Preta
El 1 de julio de 2014, Rodinei fue enviado a préstamo al Ponte Preta. Anotó su primer gol profesional en la Série B contra el Joinville. Jugó 22 encuentros en segunda división, ayudando a su equipo a lograr el ascenso a primera. El 11 de diciembre de 2014 fichó permanentemente con el club. Ya en el Brasileirao 2015, Rodinei solo se perdió tres encuentros de liga, su equipo logró el 11° lugar de la clasificación.

### Flamengo
El 10 de diciembre de 2015, Flamengo anunció la contratación de Rodinei. Debutó con su nuevo club el 30 de enero en el empate 1-1 contra Boavista por el Campeonato Carioca.
El 17 de julio de 2018, mientras compartía la titularidad con Pará, el jugador renovó su contrato con el club.

#### Préstamo a Internacional
El 23 de diciembre de 2019 el Flamengo envió a préstamo a Rodinei al Internacional por toda la temporada 2020, con opción de compra.

### Grecia
En diciembre de 2022 se anunció su fichaje por el Olympiacos F. C. por dos años y medio. Con este equipo ganó la Liga Europa Conferencia de la UEFA, siendo este el primer título continental que conseguía un club griego, y en septiembre de 2024 renovó su contrato hasta 2027.

## Estadísticas
Actualizado al último partido disputado el 17 de mayo de 2025.
| Avaí F. C. · Brasil          | 1.ª           | 2011          | 0   | 0  | 0   | 0 | 0  | 0 | ―  | ― | 0   | 0  |
| Avaí F. C. · Brasil          | 2.ª           | 2012          | 0   | 0  | 0   | 0 | 0  | 0 | ―  | ― | 0   | 0  |
| Avaí F. C. · Brasil          | Total club    | Total club    | 0   | 0  | 0   | 0 | 0  | 0 | 0  | 0 | 0   | 0  |
| Marcílio Dias · Brasil       | Reg.          | 2012          | ―   | ―  | 7   | 0 | ―  | ― | ―  | ― | 7   | 0  |
| Marcílio Dias · Brasil       | Total club    | Total club    | 0   | 0  | 7   | 0 | 0  | 0 | 0  | 0 | 7   | 0  |
| S. C. Corinthians · Brasil   | 1.ª           | 2012          | 1   | 0  | 0   | 0 | ―  | ― | ―  | ― | 1   | 0  |
| S. C. Corinthians · Brasil   | 1.ª           | 2013          | ―   | ―  | 0   | 0 | ―  | ― | ―  | ― | 0   | 0  |
| S. C. Corinthians · Brasil   | Total club    | Total club    | 1   | 0  | 0   | 0 | 0  | 0 | 0  | 0 | 1   | 0  |
| CRAC · Brasil                | 3.ª           | 2013          | 17  | 0  | ―   | ― | 3  | 0 | ―  | ― | 20  | 0  |
| CRAC · Brasil                | Total club    | Total club    | 17  | 0  | 0   | 0 | 3  | 0 | 0  | 0 | 20  | 0  |
| C. A. Penapolense · Brasil   | Reg.          | 2014          | ―   | ―  | 16  | 0 | ―  | ― | ―  | ― | 16  | 0  |
| C. A. Penapolense · Brasil   | Total club    | Total club    | 0   | 0  | 16  | 0 | 0  | 0 | 0  | 0 | 16  | 0  |
| A. A. Ponte Preta · Brasil   | 2.ª           | 2014          | 22  | 2  | ―   | ― | 0  | 0 | ―  | ― | 22  | 2  |
| A. A. Ponte Preta · Brasil   | 1.ª           | 2015          | 35  | 0  | 16  | 0 | 1  | 0 | ―  | ― | 52  | 0  |
| A. A. Ponte Preta · Brasil   | Total club    | Total club    | 57  | 2  | 16  | 0 | 1  | 0 | 0  | 0 | 74  | 2  |
| C. R. Flamengo · Brasil      | 1.ª           | 2016          | 13  | 0  | 17  | 1 | 4  | 0 | 2  | 0 | 36  | 1  |
| C. R. Flamengo · Brasil      | 1.ª           | 2017          | 19  | 2  | 10  | 1 | 7  | 0 | 5  | 2 | 41  | 5  |
| C. R. Flamengo · Brasil      | 1.ª           | 2018          | 28  | 1  | 9   | 1 | 5  | 0 | 8  | 0 | 50  | 2  |
| C. R. Flamengo · Brasil      | 1.ª           | 2019          | 17  | 0  | 6   | 0 | 2  | 0 | 2  | 0 | 27  | 0  |
| S. C. Internacional · Brasil | 1.ª           | 2020          | 23  | 0  | 5   | 0 | 3  | 1 | 8  | 0 | 39  | 1  |
| S. C. Internacional · Brasil | 1.ª           | 2021          | ―   | ―  | 9   | 2 | ―  | ― | 4  | 0 | 13  | 2  |
| S. C. Internacional · Brasil | Total club    | Total club    | 23  | 0  | 14  | 2 | 3  | 1 | 12 | 0 | 52  | 3  |
| C. R. Flamengo · Brasil      | 1.ª           | 2021          | 18  | 0  | ―   | ― | 4  | 1 | 1  | 0 | 23  | 1  |
| C. R. Flamengo · Brasil      | 1.ª           | 2022          | 16  | 0  | 8   | 0 | 11 | 0 | 11 | 0 | 46  | 0  |
| C. R. Flamengo · Brasil      | Total club    | Total club    | 111 | 3  | 50  | 3 | 33 | 1 | 29 | 2 | 223 | 9  |
| Olympiacos F. C. · Grecia    | 1.ª           | 2022-23       | 19  | 0  | ―   | ― | 3  | 0 | ―  | ― | 22  | 0  |
| Olympiacos F. C. · Grecia    | 1.ª           | 2023-24       | 30  | 2  | ―   | ― | 2  | 0 | 18 | 1 | 50  | 3  |
| Olympiacos F. C. · Grecia    | 1.ª           | 2024-25       | 29  | 4  | ―   | ― | 6  | 0 | 10 | 0 | 45  | 4  |
| Olympiacos F. C. · Grecia    | Total club    | Total club    | 78  | 6  | 0   | 0 | 11 | 0 | 28 | 1 | 117 | 7  |
| Total carrera                | Total carrera | Total carrera | 287 | 11 | 103 | 5 | 51 | 2 | 69 | 3 | 510 | 21 |
| 1. 2. 3.                     |               |               |     |    |     |   |    |   |    |   |     |    |

## Palmarés

### Títulos estatales
| Título                | Club           | Estado         | Año  |
| --------------------- | -------------- | -------------- | ---- |
| Campeonato Catariense | Avaí F. C.     | Santa Catarina | 2012 |
| Campeonato Carioca    | C. R. Flamengo | Río de Janeiro | 2017 |
| Taça Guanabara        | C. R. Flamengo | Río de Janeiro | 2018 |
| Campeonato Carioca    | C. R. Flamengo | Río de Janeiro | 2019 |
| Taça Río              | C. R. Flamengo | Río de Janeiro | 2019 |

### Títulos nacionales
| Título              | Club             | País   | Año     |
| ------------------- | ---------------- | ------ | ------- |
| Serie A             | C. R. Flamengo   | Brasil | 2019    |
| Copa de Brasil      | C. R. Flamengo   | Brasil | 2022    |
| Superliga de Grecia | Olympiacos F. C. | Grecia | 2024-25 |
| Copa de Grecia      | Olympiacos F. C. | Grecia | 2024-25 |

### Títulos internacionales
| Título                             | Club             | Sede      | Año     |
| ---------------------------------- | ---------------- | --------- | ------- |
| Copa Libertadores                  | C. R. Flamengo   | Lima      | 2019    |
| Copa Libertadores                  | C. R. Flamengo   | Guayaquil | 2022    |
| Liga Europa Conferencia de la UEFA | Olympiacos F. C. | Atenas    | 2023-24 |

### Distinciones individuales
| Distinción                                  | Año  |
| ------------------------------------------- | ---- |
| Once ideal del Campeonato Carioca           | 2016 |
| Troféu Mesa Redonda - Mejor lateral derecho | 2018 |
| Once ideal del Campeonato Gaúcho            | 2021 |
| Troféu Mesa Redonda - Mejor lateral derecho | 2022 |
| Once ideal del Superliga de Grecia          | 2023 |